# Aulonemia herzogiana
Aulonemia herzogiana là một loài thực vật có hoa trong họ Hòa thảo. Loài này được (Henrard) McClure mô tả khoa học đầu tiên năm 1973.